# Alfred Noack
August Alfred Noack, conosciuto anche con il nome italianizzato di Augusto Alfredo Noack (Dresda, 25 maggio 1833 – Genova, 21 novembre 1895), è stato un fotografo tedesco naturalizzato italiano.
È stato uno dei pionieri della fotografia. La sua opera è considerata una risposta al verismo pittorico ed artistico in auge specie nella parte finale dell'Ottocento. È sepolto nel settore protestante del cimitero monumentale di Staglieno i cui monumenti funebri furono uno dei soggetti da lui più amati.

## Biografia

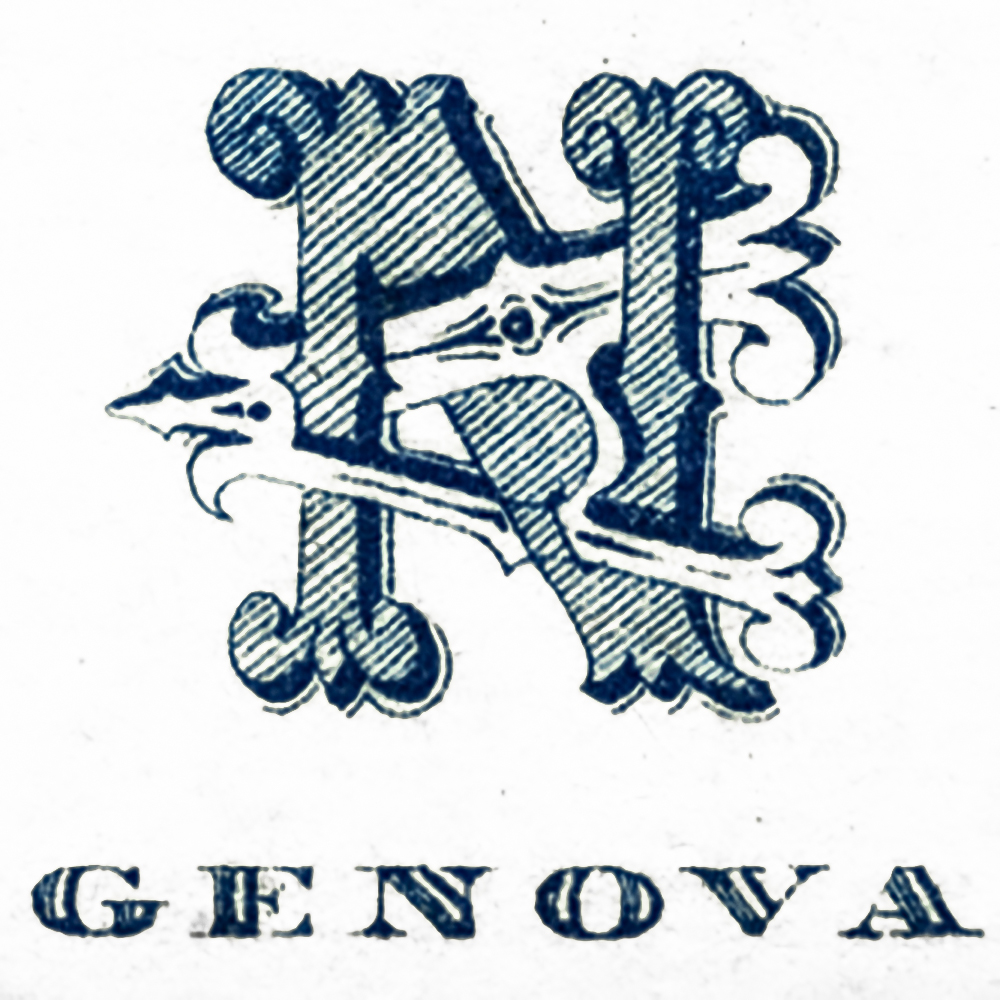
Il logo dello studio fotografico di Alfred Noack a Genova

Originario della Germania, proveniente da una famiglia luterana di estrazione piccolo borghese (il padre, Carl August, era medico condotto), visse a lungo a Genova, città che ritrasse in numerosi suoi scorci panoramici dapprima in dagherrotipi e quindi in lastre a stampa.
Fu attivo, con il nome di battesimo italianizzato in Alfredo, oltre che a Genova, in molte altre località della Liguria. Di particolare rilievo storico-artistico sono alcune sue immagini raffiguranti una piazza Caricamento affollata di passanti e lavoratori, e alcune fotografie di monumenti funebri al cimitero monumentale di Staglieno.
Della sua formazione artistica si sa poco. I primi rudimenti li ebbe all'Accademia di Dresda sotto la guida di Hugo Burkner, studiando silografia, illustrazione e incisione.
Poco più che ventenne lasciò il paese natio trasferendosi in Italia. Arrivò a Roma nel novembre 1856 e vi rimase fino all'aprile 1860 dove si occupò presso l'Istituto archeologico tedesco. Non si hanno notizie se in questo periodo esercitò la fotografia ma, probabilmente, si perfezionò nelle tecniche fotografiche e certamente ebbe contatti con esponenti della cosiddetta scuola romana di fotografia.
Giunto a Genova, aprì il proprio studio in vico del Filo 1, piano 7°, appartamento 17, nel centro storico genovese. Da qui, organizzò una minuziosa serie di lavori precisi e appassionati destinati a restare nel tempo: immagini virate seppia che hanno poi fatto il giro del mondo portando all'estero una testimonianza, differente e poetica, di una città in perenne trasformazione, del suo tessuto urbano e sociale e delle persone che la abitavano. Le lastre fotografiche fissano così scene di pesca in località marine della Riviera ligure o aspetti della vita alpestre dell'entroterra, con contadini all'opera e animali al pascolo; tutti soggetti fino ad allora patrimonio esclusivo della pittura.
Nell'atto di morte di Alfred Noack il 21 novembre 1895, compaiono come dichiaranti il figlio Gualtiero Ernesto, fotografo, e suo cognato Maurilio Lenti, farmacista, mentre come testimoni compaiono Francesco Vaccari, falegname, e Carlo Paganini, fotografo. Lo stesso Carlo Paganini figura come testimone sull'atto di morte dello stesso Gualtiero Ernesto Noack il 25 settembre 1903. L'attività dello studio paterno venne portata avanti dal figlio Ernesto, sino alla morte prematura.
In seguito lo studio fu gestito da Paganini, che nel 1905 pubblicò il catalogo della collezione. Alcune nuove fotografia furono pubblicate sotto il nome di Noack, mentre altre furono ristampate o a nome Paganini o dotate di un timbro riportante i due nomi Noack-Paganini. Nei primi anni '10 del Novecento (1905-1910) risulta in via Caffaro una ulteriore sede dello studio fotografico di Paganini.
Non si conoscono i rapporti intercorsi fra Paganini e la famiglia Noack, ma è lecito supporre che è dopo la morte di Noack (o del figlio) che l'archivio dello Studio Noack passò a Carlo Paganini, considerando che la numerazione dei negativi è continuata dopo tale data e che dal 1896 il nome di Paganini inizia ad apparire nelle ristampe del materiale fotografico di Noack (oltre a materiale originale dello stesso Paganini). Nel 1926, alla morte di Paganini, la vedova Maria vendette al Comune di Genova l'archivio dell'artista, forte di oltre quattromila negativi originali su lastra di vetro, per la somma di 20.000 lire. L'unicum della produzione noackiana divenne così patrimonio pubblico quale testimonianza dell'opera di uno dei maggiori esponenti degli albori della fotografia.
Una parte delle opere di Noack conservate dal Comune di Genova fu distrutta durante uno dei bombardamenti su Genova della seconda guerra mondiale.

## Galleria d'immagini

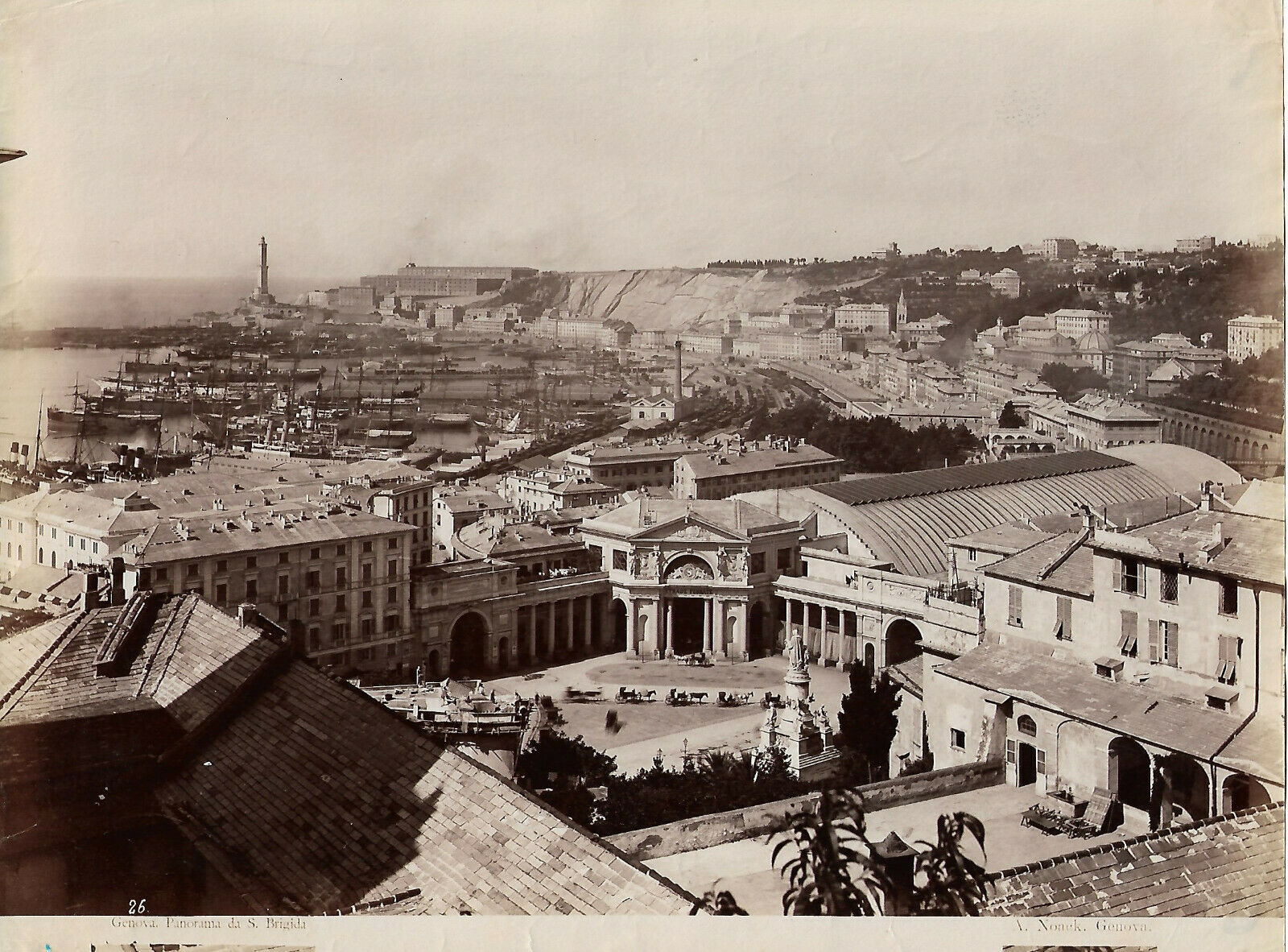
La stazione Principe e il porto di Genova
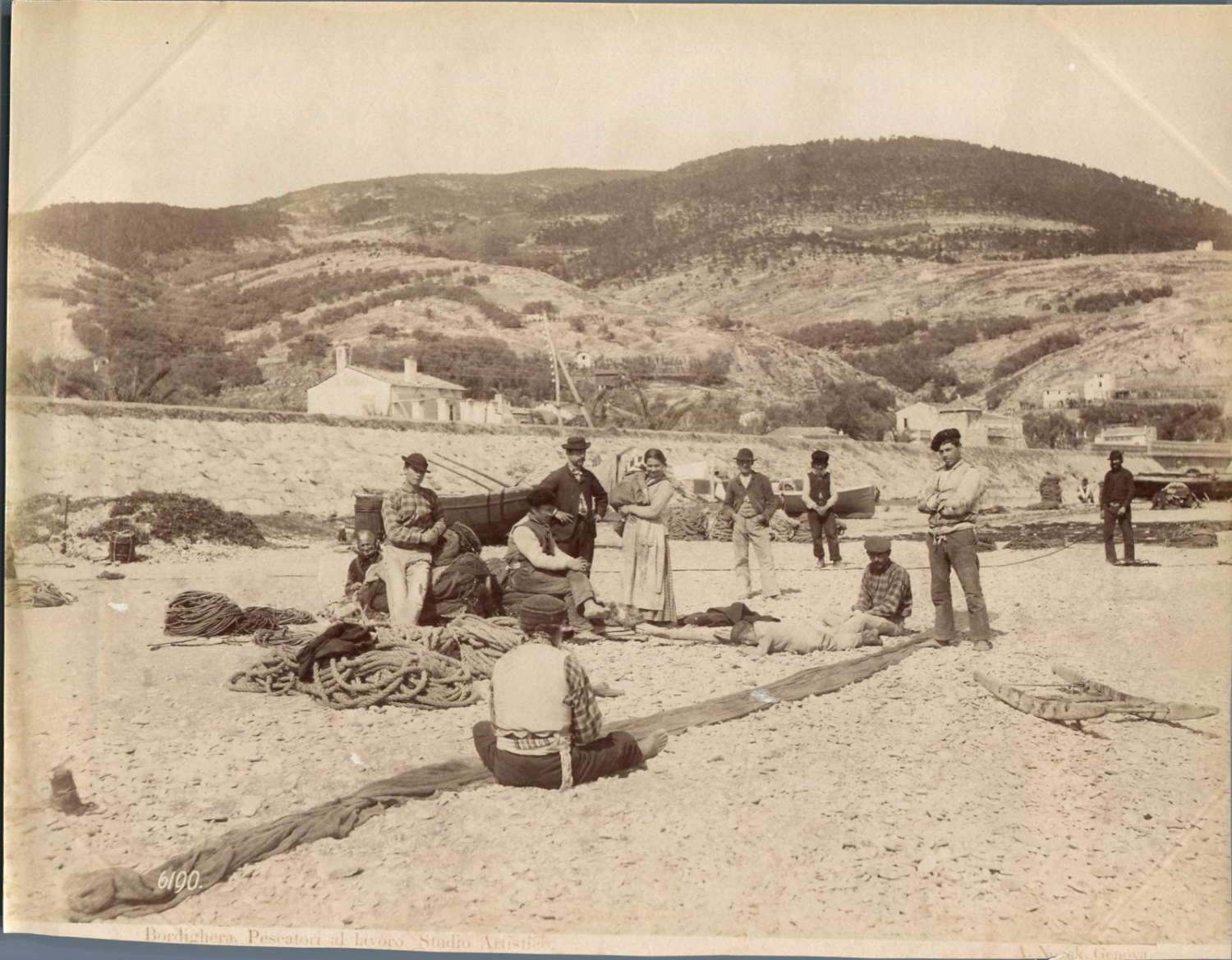
Pescatori a Bordighera (Imperia)
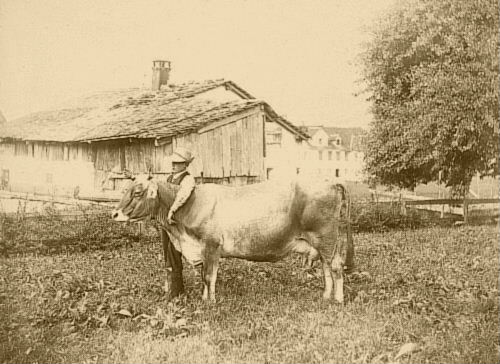
Contadino con mucca - Serie: "Costumi di Liguria" (1880 ca.)
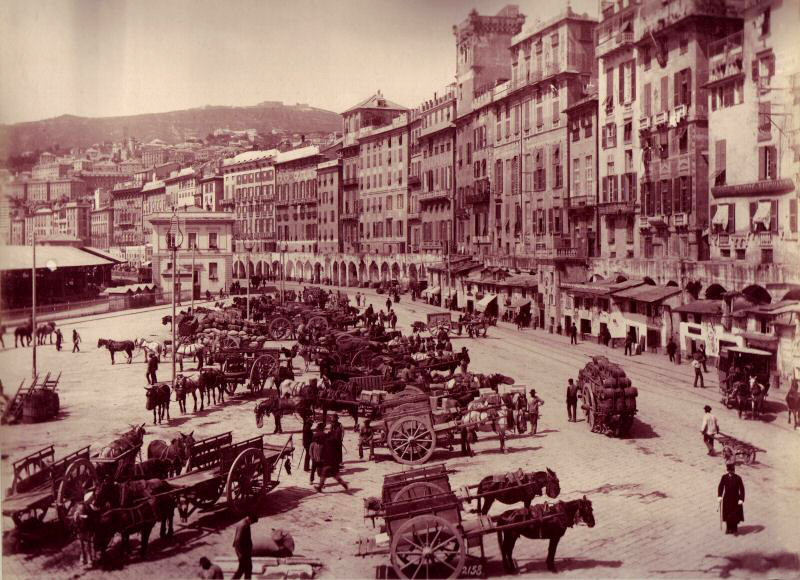
Piazza Caricamento nell'Ottocento (Genova)
Ferrovia da Villa Rosazza con pianta di aloe in primo piano
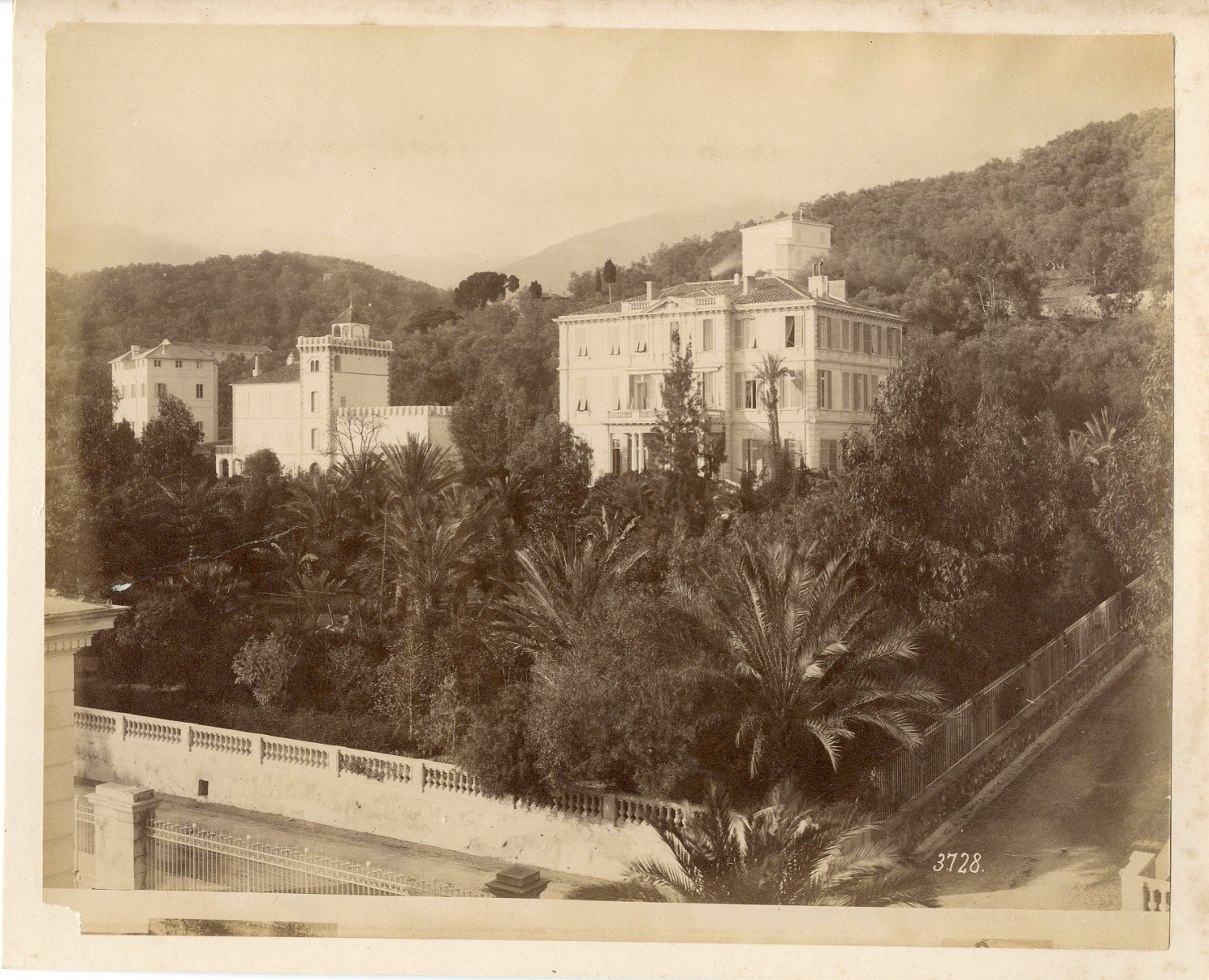
Villa Zirio (Sanremo)
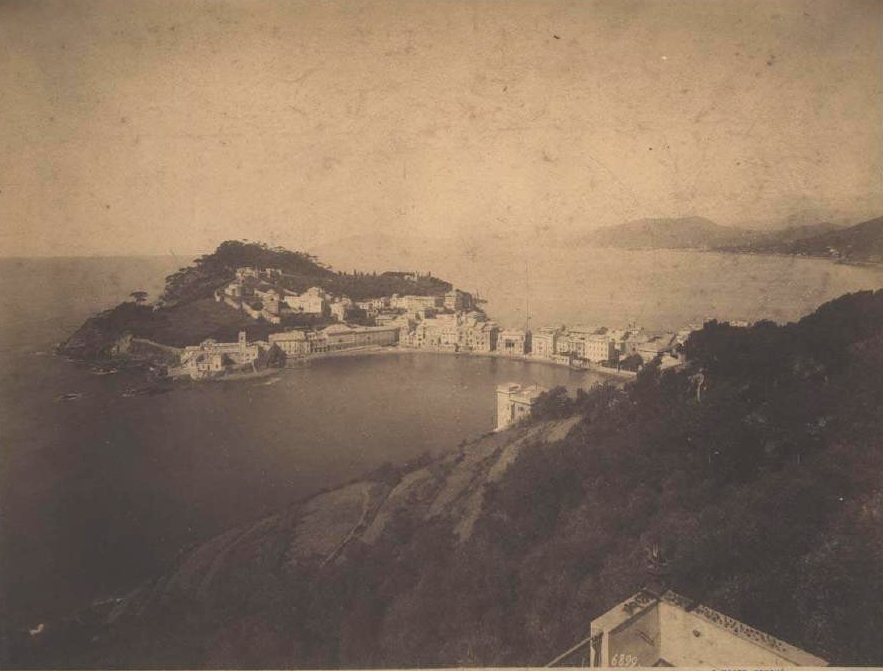
La Baia del Silenzio a Sestri Levante
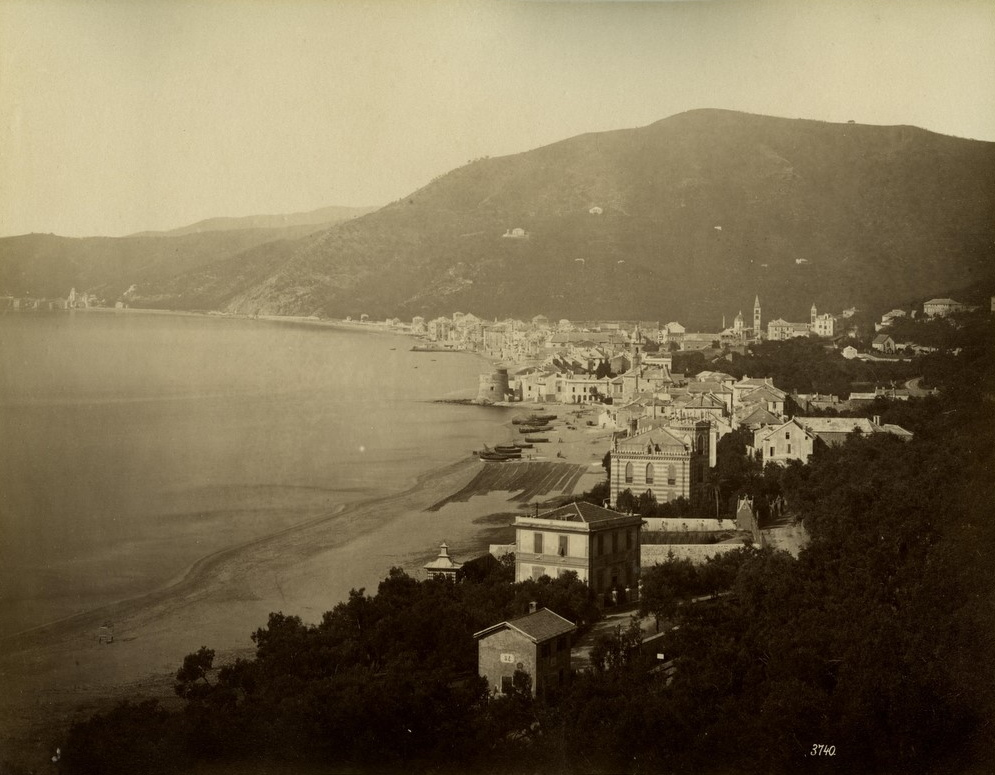
Panorama di Alassio